# Vela als Jocs Olímpics d'estiu de 1964
Als Jocs Olímpics d'Estiu de 1964 celebrats a la ciutat de Tòquio (Japó) es disputaren cinc proves de vela. La competició se celebrà entre els dies 12 i 21 d'octubre de 1964 a la costa de la ciutat d'Enoshima.
Hi participaren un total de 225 regatistes, entre ells una única dona, de 40 comitès nacionals diferents.

## Resum de medalles
| Prova                          | Or                                                                       | Argent                                                          | Bronze                                                                    |
| 5.5 metres Detalls             | Austràlia · BarrenjoeyWilliam Northam · Peter O'Donnell · James Sargeant | Suècia · Rush VIILars Thörn · Sture Stork · Arne Karlsson       | Estats Units · BingoJohn J. McNamara · Francis Scully · Joseph Batchelder |
| Dragon Detalls                 | Dinamarca · White LadyOle Berntsen · Christian von Bülow · Ole Poulsen   | Alemanya · MutafoPeter Ahrendt · Ulrich Mense · Wilfried Lorenz | Estats Units · AphroditeLowell North · Charles Rogers · Richard Deaver    |
| Classe Flying Dutchman Detalls | Nova Zelanda · PandoraEarle Wells · Helmer Pedersen                      | Regne Unit · Lady C.Franklyn Musto · Arthur Morgan              | Estats Units · WidgeonHarry Melges · William Bentsen                      |
| Classe Finn Detalls            | Wilhelm Kuhweide                                                         | Peter Barrett                                                   | Henning Wind                                                              |
| Classe Star Detalls            | Bahames GemDurward Knowles Cecil Cooke                                   | Estats Units · GliderRichard Stearns · Lynn Williams            | Suècia · Humbug VPelle Pettersson · Holger Sundström                      |

## Medaller

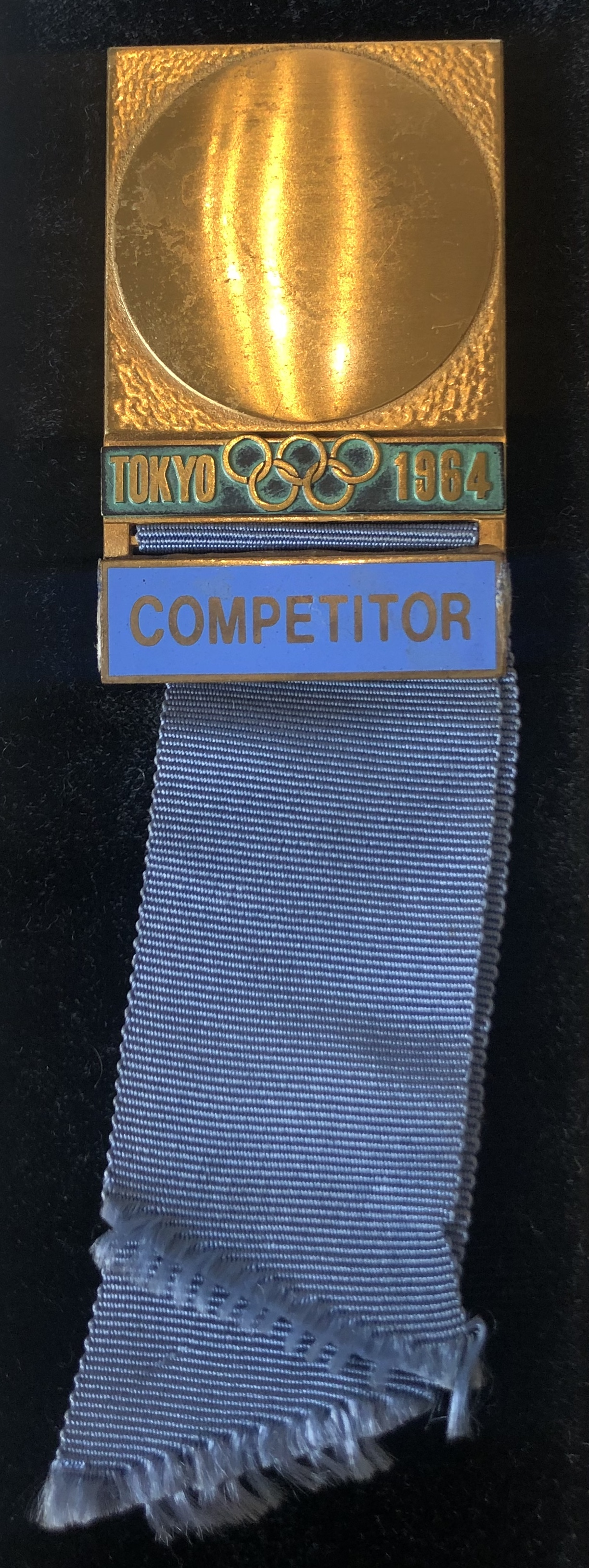

| Posició | País         | Or | Argent | Bronze | Total |
| 1       | Alemanya     | 1  | 1      | 0      | 2     |
| 2       | Dinamarca    | 1  | 0      | 1      | 2     |
| 3       | Austràlia    | 1  | 0      | 0      | 1     |
| 3       | Bahames      | 1  | 0      | 0      | 1     |
| 3       | Nova Zelanda | 1  | 0      | 0      | 1     |
| 6       | Estats Units | 0  | 2      | 3      | 5     |
| 7       | Suècia       | 0  | 1      | 1      | 2     |
| 8       | Regne Unit   | 0  | 1      | 0      | 1     |